# Geranomyia heteroxipha
Geranomyia heteroxipha är en tvåvingeart som först beskrevs av Alexander 1942.  Geranomyia heteroxipha ingår i släktet Geranomyia och familjen småharkrankar.
Artens utbredningsområde är Peru. Inga underarter finns listade i Catalogue of Life.